# Vivat Bacchus
A Vivat Bacchus egy hat tagból álló a cappella énekegyüttes. Repertoárjuk népdalokból, fel- és átdolgozásokból, illetve saját szerzeményekből áll, több, mint négy órát tesz ki. Elsődleges stílusuk a bordal, de egy-egy előadás alkalmával találkozhatunk a rock, pop, dzsessz, opera, rap, gyermekdal, tangó és musical  műfajával is.

## Történetük
Az együttes 2001. júliusában a Bartók Béla Férfikar négy tagjából egy angliai kirándulás alkalmával alakult. Kezdetben számos előadásuk a Bartók Béla Férfikarral együtt zajlott. Ekkor még kizárólag boros és baráti körökben mozogtak.
Mivel Zsiráf balesete nem tette lehetővé az ő további aktív tagságát, így egy tagcsere történt, majd nem sokkal később egy újabb taggal bővültek. Az együttes 2005-ben nyerte el az ötszólamú "két Szabolcs, három Szentgyörgyváry" énekegyüttes formációját.
Kovács Ákos 2005. novemberében nyitotta meg a budapesti Andante Borpatikát, melynek az énekegyüttes innentől kezdve rendszeres fellépőjévé vált. Az együttes és Ákos kapcsolata annyira elmélyült, hogy az együttes részt vett Ákos 2006-2007-es Még közelebb turnéján és az azonos című CD-n is, míg Ákos jelentős szerepet vállalt a 2008-ban megjelent Boriginal munkálataiban, sőt ezen egy szólót is előad (Bromiosz virága). Az évek során többször álltak egy-egy dal erejéig közösen színpadra (pl. Az utolsó hangos dal, Adj hitet, Örök április).
2006-tól egyre több fellépésük és médiaszereplésük volt, külföldön is számos helyen megfordultak, olyan hírességekkel dolgoztak együtt, mint Demjén Ferenc, Bolyki Brothers, felléptek a Budapesti Sportarénában is.
2006 nyarán a Bartók Béla Férfikarral Kínában megnyerték a Kórusolimpia aranyérmét, és megkapták a Pécs Város Művészeti Díjat is.
Aktív résztvevői voltak 2010-ben az Európa kulturális fővárosa programnak. Számos borfesztivál állandó szereplői.
Az énekegyüttes 2011. június 8-án tízéves fennállása alkalmából nagyszabású koncertet adott a pécsi Kodály Központban. A két felvonás közötti szünetben meglepetésképp több pincészet borait kóstolhatták meg a vendégek.

## Tagok

### Balásy Szabolcs (Charlie)
1979. december 3-án született Kaposváron. A pécsi Kodály Zoltán Gimnáziumban tanult, majd a Pécsi Tudományegyetem Művészeti Karának ének-zene, karvezetés szakán diplomázott. Életét a zene teszi ki: az énekegyüttes "házi zeneszerzője", Kovács Ákos zongoristája a Még közelebb-turnén, a No more blues tagja, emellett musicaleket ír (Zrínyi 1566, Rákóczi – A fejedelem) és kórust vezet.

### Bognár Szabolcs (Bogi)
1977. december 11-én született Pápán. Fuvola szakon végzett a szombathelyi Művészeti Szakközépiskolában, majd a Pécsi Tudományegyetem Művészeti Karának ének-zene, énekművész szakán diplomázott (egyetemi tanulmányait folytatta ezután is). Hangi adottságaival hamar kitűnt a többiek közül. A Pécsi Nemzeti Színház tagjaként operaénekessé válhatott. Az énekegyüttesben a szólista szerepét tölti be, híres operettdalokat adva elő (Bánk bán, Zsuppán belépője).

### Szentgyörgyváry Gergely (Geri)
1979. április 27-én született, Péter ikertestvére. Zenei tanulmányait a Püspöki Énekiskolában kezdte. Faipari érettségi után Szegeden, a Juhász Gyula Tanárképző Főiskola testnevelés-rekreáció szakán szerzett diplomát. Élete egyik felét a sport teszi ki, okleveles fitnesz-edző. Az énekegyüttes legmélyebb hangja, dizájnere és felügyel az együttes egészségére. Szabadidejét kisfiával tölti.

### Szentgyörgyváry Károly (Karesz)
1971. március 29-én született, ezzel ő a rangidős. A pécsi Liszt Ferenc Zeneiskolában három évig a hegedűvel próbálkozott, de tanáraival közös megegyezéssel szakított ezzel a hangszerrel. A hegedű után gitározni tanult, amivel sokkal több sikert ért el. Az éneklés – különböző formációkban – végigkísérte az életét. Ennek köszönhetően találkozott élete párjával, akivel négy gyermeket nevelnek. Az utóbbi pár évben – az együttesen kívül – mint félállású apa és az Országos Mentőszolgálat félállású dolgozója tevékenykedik. Az együttes "apukája".

### Szentgyörgyváry Péter (Peti)
1979. április 27-én született, Gergely ikertestvére. Zenei tanulmányait a Püspöki Énekiskolában kezdte, tenorkürttel. 2002-ben diplomázott a Kaposvári Egyetem Csokonai Vitéz Mihály Pedagógiai Főiskolai Karának óvópedagógus szakán. A harcművészetek szerelmese, számos mese, vers, szöveg szerzője, az énekegyüttes menedzsere, vezetője, a Négy Mustkétás Bt. ügyvezetője. Három gyermek boldog édesapja.

### Stumpf Árpád (Zsiráf)
Károly sógora, az énekegyüttes szülőatyja. Balesetének következtében nem tudott tovább részt venni a működésben, de megmaradt tiszteletbeli tagnak. Ám a művészettől nem pártolt el, rajzol, grafikákat készít, alkalmanként még énekel is, logopédushoz jár és a "Fogd a kezem" Alapítvány tagja.

## Lemezeik

### A négy mustkétás
2005-ben jelent meg az első lemezük. A lemezen magyar költők boros versei, népdalok és csak néhány saját dal található. Tiffán Ede és Tiffán Zsolt támogatásával a felvételek a Bezerics-Németh családnak köszönhetően a szentgyörgyvári Batthyány Pincében készültek.

### Boriginal
2008. februárjában jelent meg második lemezük. A cím arra utal, hogy itt már nagyobb részben szerepelnek a saját szerzemények, mint a feldolgozások. Vendégszereplőként Ákos szólót énekel (Bromiosz virága), Pálffy István mesél (Cuvée házasítása). Különlegessége, hogy a magyar boros gazdák korábban nem látott összefogással támogatták elkészülését.

### Dupla Magnum
2010-ben, egy azonos nevű koncerttel párhuzamosan jött a folytatás. A cím utal az összetételre, ezúttal a CD mellé egy DVD is járult, a koncert felvételével. Közreműködőként Sasvári Sándor énekel szólót, továbbá hallható az Európa kulturális fővárosa induló is.

### A koncert
2011. decemberében minden utómunka nélkül adták ki a jubileumi koncert hanganyagát. A cél a hangulat átadása volt. A lemezen közreműködött Ákos, Sasvári Sándor, Vermes Tímea, a La Bohéme Wirth Márton vezényletével, Kőszegi Sámuel, Mutapcic Mithad, Kebuszek Zsolt és Stumpf Árpád (Zsiráf) is.

### Forralt bor
Szintén 2011. decemberében látott napvilágot egy karácsonyi hangulatú meglepetésalbum. A lemezen közreműködött Péter két gyermeke, Botond és Blanka is.

## Külső hivatkozások
- A Vivat Bacchus Facebook-oldala
- Videók a Vivat Bacchusról